# 27.ª Calle Suroeste
La 27.ª Calle Suroeste o Vigésima Séptima Calle Suroeste es una vía secundaria de la ciudad de Managua, Nicaragua, que atraviesa diversos barrios residenciales del cuadrante suroeste, siendo una calle con tramos importantes de conexión urbana.

## Trazado
Este tramo inicia en la 2.ª Avenida Suroeste, dentro del barrio Jonathan González. Posteriormente, la vía atraviesa la Avenida Naciones Unidas, una de las arterias comerciales más transitadas. También cruza la 17.ª Avenida Suroeste, y la NIC-1, una carretera de importancia nacional. Finalmente, culmina en la 48.ª Avenida Suroeste dentro de la Colonia Arguello.

## Intersecciones principales
- 2.ª Avenida Suroeste – Punto de inicio
- Avenida Naciones Unidas (Managua) – Cruce con vía comercial y de transporte
- 17.ª Avenida Suroeste – Conexión con zonas intermedias
- NIC 1  – Carretera nacional de gran tráfico
- 48.ª Avenida Suroeste – Límite occidental en Colonia Arguello

## Barrios que atraviesa
- Jonathan González
- El Recreo
- Batahola Sur
- Colonia Arguello

## Coordenadas
12°8′25″N 86°17′38″O / 12.14028, -86.29389